# Clínica de Nostra Senyora de la Salut
La Clínica de Nostra Senyora de la Salut és un centre hospitalari de Sabadell (Vallès Occidental). L'edifici és una obra modernista protegida com a Bé Cultural d'Interès Local.

## Edifici
Clínica formada per dos cossos octogonals d'una sola planta amb sobreelevació en el creuer. És d'estil modernista i està construït amb aparell mixt d'obra vista i paredat. Els diferents cossos tenen coberta de teula àrab a dues vessants, d'ells sobresurten unes tribunes acabades en coberta de pavelló.

## Història
La primera pedra es va col·locar el 6 d'octubre de 1901. El 1903 es realitzar el final de la primera fase. En el 1990 es realitzen obres interiors per a l'adequació a oficines, enderrocament del cos afegit a la façana nord (abans Urgències) i a l'entorn, a la paret nord, es va construir un edifici de nova planta.